# Abha (Vorname)
Abha (Hindi: आभा) ist ein Vorname.

## Herkunft und Bedeutung
Abha bedeutet auf Sanskrit Pracht oder Licht.

## Bekannte Namensträgerinnen
- Abha Dawesar (* 1974), indische Autorin
- Abha Khatua (* 1995), indische Kugelstoßerin